# Faneva Imà Andriatsima
Faneva Imà Andriantsima (ur. 3 czerwca 1984 w Antananarywie) – madagaskarski piłkarz grający na pozycji napastnika w FC Riom.

## Kariera klubowa
Karierę rozpoczął w 1999 w AS St-Michel. W 2001 trafił do USCAFoot, a w 2004 został włączony do pierwszego składu tej drużyny. W 2007 trafił do FC Nantes. 7 stycznia 2008 został wypożyczony do AS Cannes, a dwa dni później przedłużył kontrakt z Nantes o 2 lata. W połowie roku wypożyczono go do US Boulogne. W 2009 trafił do Amiens SC. 11 czerwca 2010 przeszedł do AS Beauvais Oise. W lipcu 2012 przeszedł do US Créteil-Lusitanos. Następnie grał w takich klubach jak: FC Sochaux-Montbéliard (2016-2017), Le Havre AC (2018), Clermont Foot 63 (2019), Abha Club (2019), Al-Fayha FC (2020) i Al-Hamriyah SC (2020-2021). Od 2021 jest zawodnikiem FC Riom.

## Kariera reprezentacyjna
Od 2003 do 2021 grał w reprezentacji Madagaskaru. Zadebiutował w niej 25 kwietnia 2003 w przegranym 1:3 towarzyskim meczu z Algierią. Rozegrał w niej 47 meczów i strzelił 14 goli. W 2019 roku brał udział w Pucharze Narodów Afryki 2019.